# Hawkwind
Gli Hawkwind sono una formazione rock britannica. Tra i fondatori del genere space rock, ne sono uno dei principali esponenti. Con i loro primi lavori hanno influenzato diverse scene musicali, come quelle punk e metal. Per tale motivo sono considerati l'anello di congiunzione tra la cultura hippie e quella punk. I loro testi affrontano principalmente tematiche fantascientifiche.
Il gruppo fu fondato nel novembre del 1969 dal leader storico Dave Brock ed è ancora in attività, anche se nel corso degli anni vi sono stati molti cambi di formazione. Brock è l'unico componente del gruppo fin dall'origine. Nel complesso militò per qualche tempo anche Lemmy Kilmister, in seguito famoso come leader dei Motörhead. Il celebre scrittore di fantascienza Michael Moorcock è stato un occasionale collaboratore, nonché ispiratore con la sua opera letteraria (soprattutto il ciclo letterario Hawkmoon che ha originato il nome del gruppo).
Durante gli anni settanta, gli Hawkwind intrapresero numerosi tour in tutto il globo, eventi dal vivo caratterizzati dalla loro durata: interminabili concerti di tre-quattro ore, suite lunghissime prolungate fino allo sfinimento dei musicisti e del pubblico che alla fine "crollava" sotto l'incessante vortice di suoni, luci, sinistre coreografie e droghe allucinogene.

## Storia del gruppo

### 1969: Formazione

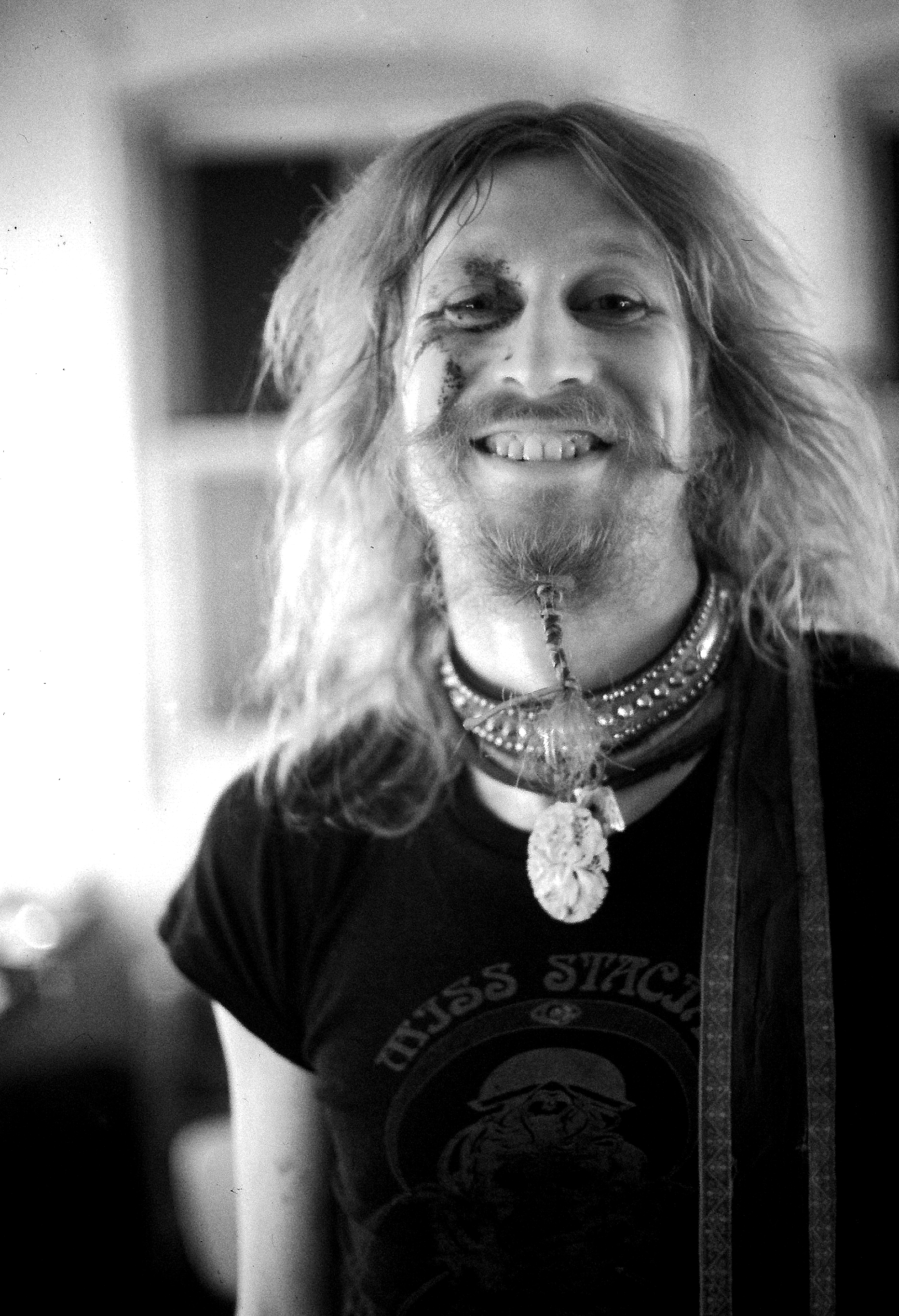
Nik Turner

Gli Hawkwind nascono a Londra dall'incontro di Dave Brock e Mick Slattery, che già facevano parte della band psichedelica Famous Cure, con il bassista John Harrison (morto il 26 maggio 2012); tale incontro rivelò il loro mutuo interesse per la musica elettronica. Il batterista Terry Ollis (all'epoca diciassettenne) fu ingaggiato tramite un annuncio sul settimanale di musica Melody Maker, mentre Nik Turner e Michael 'Dik Mik' Davies, conoscenti di Dave Brock, al quale inizialmente davano una mano per il trasporto della strumentazione, entrarono presto a far parte del gruppo. Questo fu primo nucleo di una formazione che con il tempo si rivelò piuttosto instabile.
La prima occasione per ottenere visibilità fu uno spettacolo per complessi emergenti tenuto alla All Saints Hall di Notting Hill, dove la band riuscì a infiltrarsi senza essere stata invitata. I musicisti si presentarono abbastanza disorganizzati e senza un nome, per cui ne scelsero velocemente uno poco prima di salire sul palco: Group X. Non avevano inoltre nessun brano in repertorio, così decisero di suonare una versione improvvisata di venti minuti di Eight Miles High dei Byrds. John Peel, DJ della BBC Radio 1, era presente tra il pubblico e fu positivamente impressionato dalla prestazione del gruppo, tanto che chiese all'organizzatore dell'evento, Douglas Smith, di tenerlo d'occhio. Smith era in contatto con l'etichetta Liberty Records e così riuscì a procurare un contratto al gruppo.
La formazione decise allora di cambiare il nome in Hawkwind Zoo, che poco tempo dopo venne abbreviato in Hawkwind. Sono molteplici le leggende sull'origine di questo nome, una di queste è che sia stato ispirato dal ciclo letterario Hawkmoon dello scrittore di fantascienza Michael Moorcock (che avrebbe collaborato in futuro con il gruppo). Gli Hawkwind iniziarono a registrare alcuni demo della canzone Hurry on Sundown e di altri brani (inclusi nella ristampa dell'album Hawkwind) negli Abbey Road Studios, quando Slattery lasciò il gruppo per essere rimpiazzato da Huw Lloyd-Langton, che in passato aveva lavorato in un negozio di musica in cui Brock, ai tempi un suonatore ambulante, si recava a comprare le corde per la chitarra.

### 1970-75: Il periodo United Artists
Dick Taylor, il chitarrista dei Pretty Things, fu chiamato per produrre l'album di debutto Hawkwind, nel 1970. Nonostante l'insuccesso commerciale, fece conoscere il gruppo nella scena musicale underground inglese, permettendo loro di suonare a spettacoli di beneficenza, festival e concerti gratuiti. Suonando al Bath Festival incontrarono i Pink Fairies, una formazione con cui condividevano interessi musicali, e coi quali nacque un rapporto di amicizia che portò i due gruppi a esibirsi insieme con il nome "Pinkwind". L'abuso di droghe, tuttavia, causò la dipartita di Harrison, sostituito per qualche mese da Thomas Crimble (dal luglio del 1970 al marzo del 1971), che partecipò ad alcune sessioni di registrazione per la BBC. Anche Lloyd-Langton lasciò il gruppo per via di un esaurimento nervoso sofferto al festival dell'Isola di Wight a seguito dell'assunzione di LSD.
Il loro album successivo, In Search of Space, pubblicato nel 1971, fu un successo commerciale; raggiunse infatti la posizione numero 20 nelle classifiche britanniche. In questo periodo prende forma l'immaginario fantascientifico che diventerà il marchio distintivo della band, grazie al lavoro del grafico Barney Bubbles e dello scrittore underground Robert Calvert, che realizzano la copertina dell'album e l'Hawklog, un opuscolo distribuito con il disco che verrà poi sviluppato come uno spettacolo dal vivo: lo Space Ritual. Iniziarono inoltre a collaborare con il gruppo lo scrittore di fantascienza Michael Moorcock e la ballerina Stacia. Dik Mik, che aveva lasciato il complesso, decise di tornare per registrare quest'album, affiancando l'ingegnere del suono Del Dettmar, che lo aveva finora rimpiazzato, alla strumentazione elettronica. Anche il bassista Dave Anderson, precedentemente nel gruppo kraut rock tedesco Amon Düül II, si unì agli Hawkwind e suonò nell'album, ma se ne andò prima che fosse pubblicato per via di alcune tensioni con gli altri membri. Anderson e Lloyd-Langton formarono gli Amon Din, una formazione che ebbe vita breve. Nel frattempo anche Terry Ollis abbandonò il gruppo, insoddisfatto per la direzione troppo commerciale che stava prendendo.

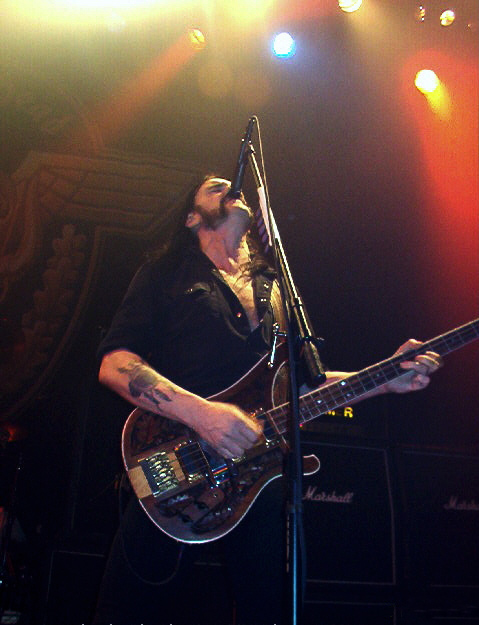
Lemmy Kilmister

L'arrivo del bassista Ian "Lemmy" Kilmister e del batterista Simon King, sancì l'inizio del periodo di massimo splendore per gli Hawkwind. Uno dei primi concerti suonati dal gruppo fu al Roundhouse di Londra per una serata di beneficenza il 13 febbraio 1972, alla quale parteciparono anche altri artisti. Vennero pubblicati un album dal vivo di questo concerto, intitolato Greasy Truckers Party, e il singolo Silver Machine, che raggiunse la posizione numero tre nelle classifiche del Paese. Gli introiti furono reinvestiti per la registrazione dell'album successivo, Doremi Fasol Latido, e per l'organizzazione del conseguente Space Ritual tour, al quale partecipò anche Robert Calvert nel ruolo di cantante (nonché coautore di alcuni pezzi) e interprete di alcuni brani, scritti da lui stesso e da Michael Moorcock, che recitava con un sottofondo musicale di stampo fantascientifico. Allo spettacolo presero parte le ballerine Stacia e Miss Renee, il mimo Tony Crerar e l'artista Liquid Len con il suo light show. Tutto questo fu racchiuso nell'album Space Ritual. Suonano al festival Pop a Villa Pamphili a Roma. All'apice del loro successo, la formazione pubblicò il singolo Urban Guerrilla nel luglio del 1973. Sfortunatamente nel periodo in cui fu pubblicato si verificarono alcuni attacchi terroristici da parte dell'IRA. Per questo motivo la BBC decise di non trasmetterlo per radio e i manager del gruppo scelsero di ritirarlo, per paura di essere accusati di opportunismo, nonostante il disco avesse già raggiunto la posizione numero 39 nel Regno Unito.
Dik Mik lasciò il gruppo nel 1973 e anche Calvert terminò la collaborazione per concentrarsi su progetti personali. Anche Dettmar annunciò la sua imminente partenza, così venne reclutato Simon House, già negli High Tide, come violinista e tastierista, che suonò nel tour in Nord America e registrò l'album Hall of the Mountain Grill, pubblicato nel 1974. Dettmar lasciò definitivamente dopo il tour europeo per emigrare in Canada, mentre Alan Powell affiancò Simon King alle percussioni.
All'inizio del 1975 la band registrò l'album Warrior on the Edge of Time in collaborazione con Michael Moorcock. Il concept era basato sulla figura del Campione Eterno, ricorrente nei lavori dello scrittore. Durante il tour nel Nord America nel maggio dello stesso anno, Lemmy fu trovato in possesso di anfetamine mentre attraversava il confine degli Stati Uniti verso il Canada. Il doganiere scambiò la polvere per cocaina e lo arrestò, costringendo il gruppo a cancellare alcuni concerti. Esasperati dal comportamento eccessivamente eccentrico di Lemmy, gli Hawkwind decisero di licenziare il bassista, a cui subentrò l'amico di vecchia data Paul Rudolph, ex chitarrista dei Pink Fairies. Lemmy formò in seguito un nuovo gruppo, i Motörhead, chiamati così dal titolo dell'ultima canzone da lui scritta per gli Hawkwind, assieme a un altro chitarrista dei Pink Fairies, Larry Wallis.

### 1976-78: Il periodo Charisma Records
Robert Calvert si riunì al gruppo come cantante e frontman dopo un'apparizione al Reading Festival nell'agosto 1975. Stacia, d'altro canto, decise di rinunciare al posto di ballerina per dedicarsi alla propria famiglia. Gli Hawkwind intanto cambiarono casa discografica, firmando per la Charisma Records di Tony Stratton-Smith. Su suggerimento di Smith, inoltre, il gruppo rimpiazzò il manager Douglas Smith per Tony Howard.
Il sesto album degli Hawkwind, Astounding Sounds, Amazing Music, fu pubblicato nel 1976 e segnò una svolta decisiva nel loro sound. Alla vigilia della registrazione del singolo Back on the Streets, Nik Turner fu allontanato per il suo imprevedibile modo di suonare dal vivo e Powell fu considerato di troppo per le necessità del gruppo in quel momento. Dopo un tour per la promozione del singolo, durante le prove per l'album successivo anche Rudolph fu licenziato per aver presumibilmente tentato di guidare il gruppo verso una direzione musicale completamente contraria alla visione di Brock e Calvert.
L'album del 1977, Quark, Strangeness and Charm, vede perciò al basso Adrian "Ade" Shaw, precedentemente nei Magic Muscle, che aveva già suonato con gli Hawkwind nel tour Space Ritual come musicista di supporto. La band continuò a godere di un moderato successo commerciale, ma i disturbi mentali di Calvert causarono spesso problemi. Una fase maniacale costrinse il gruppo ad abbandonare un tour europeo mentre una fase depressiva durante un tour nord americano nel 1978 convinse Brock a sciogliere la formazione. Il periodo tra questi due tour, nel gennaio del 1978, vide la registrazione dell'album PXR5, che fu pubblicato solo nel 1979.
Nel frattempo, il 23 dicembre 1977 a Barnstaple (nella contea di Devon), Brock e Calvert avevano tenuto in via eccezionale un concerto con un complesso locale, gli Ark, sotto lo pseudonimo di Sonic Assassins; fu così che nel 1978, volendo creare un nuovo progetto musicale, furono reclutati il bassista Harvey Bainbridge e il batterista Martin Griffin, che avevano partecipato all'evento. Alle tastiere fu chiamato Steve Swindells. La formazione fu battezzata Hawklords per questioni legali con il vecchio management con cui era appena avvenuta la rottura, e fu registrato l'album 25 Years On in una fattoria nella contea di Devon utilizzando uno studio di registrazione mobile. Originariamente il batterista del progetto doveva essere Simon King, ma lo stesso abbandonò durante le sessioni di registrazione per tornare a Londra. Simon House aveva temporaneamente lasciato il gruppo per suonare in un tour di David Bowie, dal quale fu assunto a tempo pieno, ma nonostante ciò contribuì con il suo violino alla registrazione di 25 Years On. Alla fine del tour britannico per la promozione di questo album, Calvert, che voleva King di nuovo nella formazione, licenziò Griffin, ma subito dopo lasciò a sua volta il gruppo, decidendo di fare carriera in letteratura. Anche Swindells si allontanò per via dell'offerta da parte della casa discografica ATCO di registrare un album da solista.

### Gli anni ottanta
Alla fine del 1979 tornarono gli Hawkwind con Brock, Bainbridge, King, Huw Lloyd-Langton (che aveva suonato nell'album di debutto) e Tim Blake (precedentemente nei Gong). Il gruppo così riformato intraprese subito un tour in Gran Bretagna nonostante non avesse alcun album da promuovere. Dalla registrazione di alcuni di questi concerti il gruppo pubblicò con la Bronze Records il disco Live Seventy Nine, seguito dopo poco tempo dall'album in studio Levitation. Durante la registrazione di Levitation, tuttavia, King lasciò la formazione e venne sostituito da Ginger Baker, che inizialmente doveva solo partecipare alle sessioni in studio, ma dopo la proposta da parte degli Hawkwind di rimanere con loro decise di suonare nel tour successivo, durante il quale Tim Blake fu sostituito da Keith Hale.
Nel 1981 uscirono di scena sia Baker che Hale, dopo che la loro richiesta di licenziare Bainbridge fu rifiutata. Dopo aver richiamato Martin Griffin, già batterista negli Hawklords, la formazione si assestò a tre componenti, con Brock e Bainbridge ai sintetizzatori e ai sequencer oltre che ai loro rispettivi strumenti. Vennero registrati tre album per la RCA/Active, che videro nuovamente la collaborazione di Michael Moorcock ai testi e alla voce: Sonic Attack, l'elettronico Church of Hawkwind e Choose Your Masques. Gli Hawkwind parteciparono come headliner al Glastonbury Festival nel 1981 e fecero una comparsa al festival Monsters of Rock, tenutosi nel 1982 a Donington. Nell'estate dello stesso anno, inoltre,  suonarono allo Stonehenge Free Festival, il giorno del solstizio.
Nei primi anni ottanta Brock iniziò a utilizzare le drum machine per registrare i demo casalinghi e divenne sempre più insofferente nei confronti dei batteristi che a suo parere non riuscivano a tenere il tempo in modo perfetto. In questo periodo, pertanto, nella band si avvicendarono molti musicisti alla batteria. Inizialmente Griffin fu estromesso e venne data un'altra possibilità a Simon King che fu nuovamente licenziato. Andy Anderson subentrò allora alla batteria nello stesso periodo in cui suonava con i Cure, e così fece anche Robert Heaton, prima del successo con i New Model Army. Anche John Clark del Lloyd Langton Group partecipò a qualche sessione di registrazione, mentre Rik Martinez iniziò l'Earth Ritual tour ma non lo terminò, e venne perciò rimpiazzato da Clive Deamer.
Nik Turner, che era tornato come ospite nel tour per la promozione di Choose Your Masques del 1982, fu invitato a rimanere stabilmente. I tour successivi videro alle tastiere e al violino Phil "Dead Fred" Reeves, ma sia lui che Nik Turner non apparvero nell'unico lavoro pubblicato tra il 1983 e il 1984, l'EP The Earth Ritual Preview, in cui peraltro suonò come ospite Lemmy. La tournée di quest'ultimo disco fu filmata e pubblicata sotto il nome di Night of the Hawk, primo film-concerto della band.

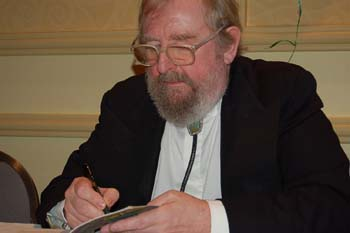
Michael Moorcock

Il bassista Alan Davey, al tempo un giovane fan degli Hawkwind, inviò una sua registrazione a Brock, il quale decise di esonerare Dead Fred Reeves e spostare Bainbridge dal basso alle tastiere, in modo da accogliere Davey. Questa formazione sperimentale partecipò allo Stonehenge Free Festival del 1984 e l'esibizione fu filmata e pubblicata come Stonehenge 84. All'inizio del 1985, Turner venne nuovamente espulso, a causa di tensioni personali e professionali con Dave Brock. Clive Deamer, che era considerato "troppo professionale" per il gruppo, fu sostituito nel 1985 da Danny Thompson Jr, amico del bassista Alan Davey, che rimase quasi fino alla fine del decennio.
La collaborazione degli Hawkwind con Moorcock continuò con il loro progetto più ambizioso, The Chronicle of the Black Sword, pubblicato nel 1985 e basato sulla serie letteraria di Elric di Melniboné. Moorcock contribuì nella stesura dei testi, ma si esibì nel tour solo con qualche brano recitato, mentre il personaggio principale fu impersonato sul palco da Tony Crerar. Dalla tournée fu ricavato un album dal vivo, Live Chronicles, e il video The Chronicle of the Black Sword. Nel 1986 il gruppo partecipò al Festival di Reading, a cui seguì un tour in Gran Bretagna per la promozione di Live Chronicles, il quale fu a sua volta filmato e pubblicato con il nome di Chaos. Nel 1988 venne pubblicato l'album The Xenon Codex, prodotto con Guy Bidmead, ma a causa di dissapori interni, sia Lloyd-Langton che Thompson lasciarono la formazione poco tempo dopo.

### Gli anni novanta
Nell'estate del 1988, il batterista Richard Chadwick, che fino ad allora aveva suonato in piccoli gruppi, come i Bath's Smart Pils, si unì agli Hawkwind, con cui aveva spesso incrociato il cammino. All'inizio fu semplicemente invitato a suonare con il complesso, ma presto rimpiazzò Mick Kirton per diventare membro stabile della formazione, Tuttora presente. Bridget Wishart, socia di Chadwick nell'ambiente dei festival alternativi, si aggregò al gruppo e ne divenne la prima e unica cantante donna. La formazione fu completata dal ritorno di Simon House al violino pubblicando due album: Space Bandits del 1990 e Palace Springs del 1991. Inoltre filmò una performance di un'ora a Nottingham per una serie di concerti trasmessi dalla Bedrock TV.
Nel 1991 Bainbridge, House e Wishart abbandonarono il gruppo, che continuò con una formazione a tre, utilizzando massicciamente sintetizzatori e sequencer. L'album del 1992, Electric Tepee, coniuga brani hard-rock con altri ambient, mentre It Is the Business of the Future to Be Dangerous, pubblicato nel 1993, è quasi totalmente privo di inclinazioni rock. The Business Trip, del 1994, è la registrazione del tour dell'album precedente, con sonorità più rock, come ci si potrebbe aspettare da esibizioni live. L'album White Zone (1995), fu pubblicato sotto il nome di Psychedelic Warriors, per riflettere l'allontanamento dai classici schemi musicali finora adottati.
La critica rivolta alla musica techno in quel periodo era quella di una generale mancanza di personalità, che iniziò ad essere percepita anche dagli Hawkwind. Ron Tree, che aveva conosciuto il gruppo nei vari festival, si offrì come frontman; venne così assunto per l'album Alien 4 e per il relativo tour, dal quale venne ricavato l'album Love in Space e un video omonimo.
Nel 1996, scontento della direzione musicale intrapresa dal gruppo, Alan Davey lasciò per formare una propria formazione hard-rock chiamata Bedouin e un tributo ai Motörhead chiamato Ace of Spades. Il ruolo di bassista fu preso, pur con riluttanza, dal cantante Ron Tree. Si aggiunse inoltre una seconda chitarra, quella di Jerry Richards (un altro elemento della scena dei festival, proveniente dai Tubilah Dog). Nel 1997 fu la volta dell'album Distant Horizons mentre nel 1999 fu pubblicato In Your Area, quest'ultimo contenente sia tracce dal vivo che brani in studio. Il cantante Captain Rizz si aggregò per qualche apparizione durante i concerti.

### Gli anni 2000
Il concetto della Hawkestra, una riunione che avrebbe dovuto ospitare i membri passati del gruppo, doveva originariamente coincidere con il trentesimo anniversario della band e con la pubblicazione dell'antologia Epocheclipse - 30 Year Anthology, ma per problemi logistici fu posticipata al 21 ottobre 2000. Ebbe luogo alla Brixton Academy e ne presero parte venti musicisti, per un concerto della durata di più di tre ore che fu registrato e filmato. Tra gli ospiti ci fu anche Samantha Fox, che cantò Master of the Universe. Tuttavia, a causa di alcune dispute sui compensi e altre questioni, le possibilità di ripetere l'evento si annullarono, insieme con la pubblicazione dei relativi album e DVD.
La Hawkestra diede a Brock l'idea di ospitare i vecchi membri del gruppo nei concerti e negli album in studio per affiancare il nucleo principale formato da Tree, Richards, Davey e Chadwick. Il concerto di natale del 2000 al London Astoria vide il contributo di House, Blake, Rizz, Moorcock, Jez Huggett e Keith Kniveton. Il materiale registrato fu pubblicato con il nome Yule Ritual l'anno successivo. Nel 2001, Davey accettò la proposta di rientrare nel gruppo in modo permanente, ma solo dopo l'abbandono di Tree e Richards.
Nel frattempo, dopo aver riallacciato i rapporti con i vecchi amici, Turner organizzò nuovi concerti per la Hawkestra, che portarono alla nascita degli xhawkwind.com, una formazione composta principalmente da ex membri degli Hawkwind, con un repertorio formato dai brani più antichi. Una esibizione alla Guilfest nel 2002 fu causa di un malinteso, perché gli organizzatori non chiarirono se la formazione che avrebbe tenuto il concerto sarebbe stata quella originale oppure no. Per questo motivo Brock avviò un'azione legale per proibire a Turner di utilizzare il nome Hawkwind. Turner perse la causa, e ora il gruppo è stato rinominato Space Ritual.
L'esibizione da parte degli Hawkwind al Canterbury Sound Festival nell'agosto del 2001, da cui venne tratto l'album dal vivo Canterbury Fayre 2001, contò tra gli ospiti Huw Lloyd-Langton, Simon House e Keith Kniveton con Arthur Brown per il brano Silver Machine. Il gruppo inoltre organizzò il primo festival proprio, chiamato Hawkfest, a Devon, nell'estate del 2002. Brown si unì al complesso nello stesso anno per il tour invernale (in cui vennero suonati alcuni pezzi dei Kingdom Come), al quale parteciparono Blake e Lloyd-Langton. Lo show tenutosi a Newcastle fu pubblicato come DVD, intitolato Out of the Shadows, mentre l'esibizione di Londra fu incisa nel CD Spaced Out in London.
Nel 2005 venne pubblicato l'atteso album Take Me to Your Leader. Registrato dai tre componenti ufficiali della band (Brock/Davey/Chadwick), vide il contributo del tastierista Jason Stuart, del giornalista Matthew Wright, di Arthur Brown, Lene Lovich, Simon House e Jez Hugget. A questo disco seguì nel 2006 il CD/DVD Take Me to Your Future.
Nel 2007 il canale inglese BBC Four registrò il documentario Hawkwind: Do Not Panic, della durata di un'ora. Nonostante la partecipazione di Brock alle riprese, egli non appare nel documentario, e si presume che abbia richiesto l'eliminazione di tutto il materiale in cui fosse presente come conseguenza della mancata possibilità di avere il controllo artistico sulla produzione, che gli fu negato. La voce narrante all'apertura del programma annuncia il rifiuto di Brock di essere intervistato per via della presenza di Nik Turner, suggerendo così che i due non si fossero ancora riconciliati dopo la questione degli xhawkwind.com.
Nel giugno 2007 Alan Davey abbandonò ufficialmente il gruppo per partecipare a due nuovi progetti: i Gunslinger e i Thunor. Venne rimpiazzato da "Mr Dibs", da tempo roadie della formazione e già bassista negli Spacehead e nei Krel (che hanno affiancato gli Hawkwind nel 1992).
Nel corso del 2007 gli Hawkwind si esibirono nel loro festival annuale, l'Hawkfest, parteciparono come headliner al festival americano "NEARfest", e tennero concerti in varie città statunitensi. Alla fine dell'anno Tim Blake tornò nuovamente nel gruppo nel ruolo di tastierista e suonatore di theremin. Gli Hawkwind suonarono per cinque date natalizie, e lo show di Londra fu pubblicato come CD audio e DVD video con il titolo di Knights of Space.
Nel gennaio 2008 gli Hawkwind decisero di cambiare la propria politica sui bootleg, annunciando che avrebbero permesso la registrazione dei concerti da parte del pubblico e la distribuzione non commerciale di tale materiale, tranne i casi della pubblicazione di un dato concerto come album ufficiale. Alla fine del 2008, la Atomhenge Records (una sussidiaria della Cherry Red Records) iniziò la ristampa del catalogo Hawkwind dall'anno 1976 al 1997, con la pubblicazione di due antologie da tre CD l'una, Spirit of the Age (anthology 1976-84) e The Dream Goes On (anthology 1985-97).
Nel settembre 2008 il tastierista Jason Stuart morì a causa di una emorragia cerebrale. Nell'ottobre seguente, il chitarrista Niall Hone (ex-Tribe of Cro) si unì al gruppo per la tournée invernale, in contemporanea con il ritorno di Tim Blake ai sintetizzatori. Durante i concerti, Niall affiancò spesso Mr Dibs al basso, in brani come Angels of Death e Magnu. Il suo stile musicale con questo strumento è molto aggressivo grazie all'utilizzo di pesanti distorsioni ed effetti psichedelici che controbilanciano il suono di Mr Dibs.
Nel 2009 il gruppo intraprese un tour invernale per celebrare i quarant'anni di attività, con due sold out il 28 e il 29 agosto, date che corrispondono a quelle dei primi concerti in assoluto degli Hawkwind.

### Il presente
Il 21 giugno 2010 gli Hawkwind hanno pubblicato l'album Blood of the Earth seguito a dicembre dal tour promozionale in Gran Bretagna.
Nel 2011 la formazione ha intrapreso un tour in Australia e si è esibita in vari festival europei, tra cui lo Sweden Rock Festival. A dicembre si è tenuta una piccola tournée nel Regno Unito.
Il 30 aprile 2012 è stato pubblicato il ventisettesimo album in studio del gruppo, intitolato Onward.
Sempre nel 2012, la loro canzone Master of the Universe è stata utilizzata come colonna sonora dello spot del modello b-max di un'automobile.
Nel 2019 esce il nuovo album All Aboard the Skylark che segna un ritorno alle radici space rock degli esordi.

## Influenze musicali
Gli Hawkwind hanno influenzato numerosi musicisti e gruppi musicali, tra cui Al Jourgensen dei Ministry, i Monster Magnet, i Sex Pistols (che eseguirono una cover di Silver Machine), Henry Rollins dei Black Flag e gli Ozric Tentacles.

## Formazione

### Formazione attuale
- Dave Brock - voce, chitarra, tastiere (1969 - presente)
- Niall Hone - basso, chitarra, sintetizzatore, campionatore (2008 - presente)
- Tim Blake - tastiere, voce (1979-80; 2000-02; 2007 - presente)
- Richard Chadwick - batteria, voce (1988 - presente)
- Mr Dibs - basso (2007 - presente)

### Ex membri principali
- Nik Turner - sassofono, flauto, voce (1969-76)
- Huw Lloyd-Langton - chitarra (1970)
- John Harrison - basso (1969-1970)
- Dave Anderson - basso (1971)
- Dik Mik - tastiere, sintetizzatore (1969-73)
- Del Dettmar - tastiere, sintetizzatore (1971-74)
- Terry Ollis - batteria (1969-71)
- Robert Calvert - voce (1972-73)
- Lemmy Kilmister - basso, voce (1972-75)
- Simon House - violino, tastiere, sintetizzatore (1975-77)
- Adrian Shaw - basso (1977-1979)
- Simon King - batteria (1972-79)
- Alan Powell - percussioni (1975-76)
- Harvey Bainbrigde - basso (1976-1979)
- Steve Swindell - tastiera (1976-1983)
- Ginger Baker - batteria (1979-1980)
- Bridget Wishart - voce (1990-1991)
- Ron Tree - basso (1997-2000)

## Discografia

### Album in studio
- 1970 - Hawkwind
- 1971 - In Search of Space
- 1972 - Doremi Fasol Latido
- 1974 - Hall of the Mountain Grill
- 1975 - Warrior on the Edge of Time
- 1976 - Astounding Sounds, Amazing Music
- 1977 - Quark, Strangeness and Charm
- 1978 - 25 Years On
- 1979 - PXR5
- 1980 - Levitation
- 1981 - Sonic Attack
- 1982 - Church of Hawkwind
- 1983 - Choose Your Masques
- 1985 - The Chronicle of the Black Sword
- 1988 - The Xenon Codex
- 1990 - Space Bandits
- 1992 - Electric Tepee
- 1993 - It Is the Business of the Future to Be Dangerous
- 1995 - Alien 4
- 1999 - In Your Area
- 2000 - Spacebrock
- 2005 - Take Me To Your Leader
- 2010 - Blood of the Earth
- 2012 - Onward
- 2016 - The Machine Stops
- 2017 - Into the Woods
- 2019 - All Aboard the Skylark
- 2021 - Somnia
- 2023 - The Future Never Waits
- 2024 - Stories from Time and Space
- 2025 - There is No Space for Us

## Videografia
- 1984 - Night of the Hawks - concerto (60 minuti)
- 1984 - Stonehenge (Various Artists video) - concerto con The Enid e Roy Harper (60 minuti)
- 1984 - Stonehenge - concerto (60 minuti)
- 1985 - The Chronicle of the Black Sword - concerto (60 minuti)
- 1986 - Bristol Custom Bike Show - concerto con Voodoo Child (15 minuti)
- 1986 - Chaos - concerto (60 minuti)
- 1989 - Treworgey tree fayre - concerto (90 minuti)
- 1990 - Nottingham - concerto per TV (60 minuti)
- 1990 - Bournemouth Academy - concerto (90 minuti)
- 1992 - Brixton Academy - concerto (123 minuti)
- 1995 - Love in Space - concerto (90 minuti)
- 2002 - Out of the Shadows - concerto (90 minuti)
- 2008 - Knights of Space - concerto (90 minuti)